# ブリッツファング
ブリッツファング（欧字名:Blitz Fang、2019年5月11日 - ）は、日本の競走馬。2022年の兵庫チャンピオンシップの勝ち馬である。
馬名の意味は、雷光（ドイツ語）＋牙。

## 戦績

### 3歳（2022年）
1月22日、中京競馬場で行われた3歳新馬戦に池添謙一を鞍上に迎えデビュー。単勝1.7倍の1番人気に推されたレースでは、スタートを決めると好位のインにつける。4角で外に出す際に膨れるも、2着のミスターホワイトに7馬身差をつけて快勝した。鞍上の池添は「調教もいい動きでしたし、調教通りなら勝ち負けと思っていました。道中の手前の替え方がぎこちなかったり、コーナーも逆手前でしたが、直線に向いての反応は良かったです。引き揚げてきてケロッとしていましたし、これから楽しみです」と振り返った。
続いてリステッド競走のヒヤシンスステークスに出走。1番人気に推されるも、9着に敗れた。4月9日の3歳1勝クラスではスムーズに3番手の位置へつけると、終始楽な手応えで勝負どころでも馬なりで進出。直線では他馬を突き放して勝利した。
5月4日に園田競馬場で行われたJpnII兵庫チャンピオンシップに出走。レースでは好位でレースを進め、最終4コーナーで先頭に立って後続を突き放し、最後は2番人気ノットゥルノに8馬身差をつけ圧勝。重賞初挑戦にして初制覇を果たした。鞍上の池添は「期待通り勝つことができて良かったです。スタートを決めて、いい位置が取れました。追走も楽でした。いい形で追って反応してくれましたし、大丈夫だろうと思って追っていました。今日は本当に強いメンバーでしたが、その中でこれだけ強い勝ち方が出来たので、今後が楽しみになったと思います。デビュー前から期待していた馬で、期待通りどんどん強くなっています。楽しみです。大きなところを狙っていきたいです」と高く評価した。そして、7月13日に行われたJpnIジャパンダートダービーに1番人気で出走。レースでは2番手追走から4コーナーで一旦は先頭に立つもノットゥルノとペイシャエスにかわされて3着に敗れた。
秋に入り、10月4日の白山大賞典は道中中団でレースを進めたが直線で伸びを欠き5着に終わると、続く11月6日のみやこステークスは好位追走も失速して12着と大敗を喫した。

### 4歳（2023年）以降
4歳初戦となった2023年1月15日の門司ステークスは後方から鋭く脚を伸ばして3着と好走するも、その後は着外続きとなり、2025年5月4日のブリリアントステークス15着を最後に同年5月8日付けでJRAの競走馬登録を抹消。ホッカイドウ競馬へ移籍することになった。

## 競走成績
以下の内容は、JBISサーチおよびnetkeiba.comに基づく。
| 競走日     | 競馬場 | 競走名                     | 格     | 距離（馬場）  | 頭 数 | 枠 番 | 馬 番 | オッズ （人気） | 着順 | タイム （上がり3F） | 着差 | 騎手        | 斤量 [kg] | 1着馬（2着馬）       | 馬体重 [kg] | 備考       |
| ---------- | ------ | -------------------------- | ------ | ------------- | ----- | ----- | ----- | --------------- | ---- | ------------------- | ---- | ----------- | --------- | -------------------- | ----------- | ---------- |
| 2022.01.22 | 中京   | 3歳新馬                    |        | ダ1800m（良） | 14    | 4     | 5     | 001.70（1人）   | 01着 | R1:54.4（37.5）     | -1.2 | 0池添謙一   | 56        | （ミスターホワイト） | 460         |            |
| 0000.02.20 | 東京   | ヒヤシンスS                | L      | ダ1600m（重） | 14    | 6     | 10    | 003.10（1人）   | 09着 | R1:36.4（36.4）     | -1.1 | 0福永祐一   | 56        | コンバスチョン       | 464         |            |
| 0000.04.09 | 阪神   | 3歳1勝クラス               |        | ダ1800m（良） | 11    | 8     | 10    | 001.50（1人）   | 01着 | R1:53.6（37.3）     | -0.6 | 0池添謙一   | 56        | （パーティーベル）   | 462         |            |
| 0000.05.04 | 園田   | 兵庫CS                     | JpnII  | ダ1870m（良） | 12    | 6     | 7     | 004.00（3人）   | 01着 | R2:01.4（38.4）     | -1.3 | 0池添謙一   | 56        | （ノットゥルノ）     | 459         |            |
| 0000.07.13 | 大井   | ジャパンDダービー          | JpnI   | ダ2000m（不） | 14    | 4     | 6     | 003.00（1人）   | 03着 | R2:04.8（38.6）     | -0.2 | 0池添謙一   | 56        | ノットゥルノ         | 464         |            |
| 0000.10.04 | 金沢   | 白山大賞典                 | JpnIII | ダ2100m（良） | 12    | 6     | 7     | 002.40（1人）   | 05着 | 02:14.4（39.4）     | -1.3 | 0池添謙一   | 55        | ケイアイパープル     | 467         |            |
| 0000.11.06 | 阪神   | みやこS                    | GIII   | ダ1800m（良） | 16    | 5     | 10    | 018.10（6人）   | 12着 | R1:53.5（38.9）     | -1.9 | 0池添謙一   | 56        | サンライズホープ     | 466         |            |
| 2023.01.15 | 小倉   | 門司S                      | OP     | ダ1700m（重） | 14    | 5     | 7     | 004.40（3人）   | 03着 | R1:42.3（36.0）     | -0.3 | 0秋山真一郎 | 57        | ロッシュローブ       | 478         |            |
| 0000.08.12 | 小倉   | 阿蘇S                      | OP     | ダ1700m（良） | 16    | 2     | 3     | 010.30（4人）   | 16着 | R1:46.6（40.5）     | -4.6 | 0松山弘平   | 57        | キングズソード       | 490         |            |
| 0000.11.05 | 京都   | みやこS                    | GIII   | ダ1800m（良） | 16    | 3     | 6     | 038.00（8人）   | 11着 | R1:52.4（37.2）     | -1.5 | 0藤岡康太   | 57        | セラフィックコール   | 488         |            |
| 0000.11.19 | 福島   | 福島民友C                  | L      | ダ1700m（稍） | 15    | 7     | 12    | 027.70（7人）   | 05着 | R1:43.3（37.3）     | -0.7 | 0亀田温心   | 57        | ワールドタキオン     | 488         |            |
| 2024.01.14 | 小倉   | 門司S                      | OP     | ダ1700m（良） | 16    | 7     | 14    | 010.80（6人）   | 09着 | R1:46.2（38.3）     | -2.0 | 0亀田温心   | 58        | スレイマン           | 478         |            |
| 0000.04.06 | 福島   | 吾妻小富士S                | OP     | ダ1700m（良） | 15    | 7     | 13    | 019.90（6人）   | 10着 | R1:45.6（37.3）     | -1.1 | 0荻野極     | 56        | ブラックアーメット   | 480         |            |
| 2025.01.12 | 中山   | ポルックスS                | OP     | ダ1800m（良） | 16    | 5     | 10    | 246.8（15人）   | 14着 | R1:55.6（38.3）     | -2.4 | 0北村宏司   | 57        | アクションプラン     | 492         |            |
| 0000.03.09 | 中山   | 総武S                      | OP     | ダ1800m（重） | 16    | 2     | 3     | 178.4（15人）   | 07着 | R1:52.3（37.1）     | -0.8 | 0横山和生   | 57        | ヴァンヤール         | 492         |            |
| 0000.03.22 | 阪神   | レグルスS                  | OP     | ダ1800m（良） | 14    | 1     | 1     | 151.4（12人）   | 12着 | R1:54.8（38.7）     | -3.0 | 0菱田裕二   | 58        | マーブルロック       | 490         |            |
| 0000.05.04 | 東京   | ブリリアントS              | OP     | ダ2100m（稍） | 16    | 6     | 11    | 052.7（12人）   | 15着 | R2:10.9（37.0）     | -2.7 | 0石川裕紀人 | 55        | ディープリボーン     | 496         |            |
| 0000.06.04 | 門別   | イクイノックス・プレミアム | A1A2   | ダ1800m（重） | 6     | 6     | 6     | 003.80（3人）   | 03着 | R1:54.0（39.3）     | -0.8 | 0落合玄太   | 56        | ケイアイパープル     | 502         |            |
| 0000.06.19 | 門別   | 赤レンガ記念               | H3     | ダ2000m（良） | 10    | 7     | 8     | 017.90（4人）   | 04着 | R2:09.1（39.9）     | -2.9 | 0落合玄太   | 57        | ベルピット           | 502         |            |
| 0000.08.05 | 門別   | 旭岳賞                     | H3     | ダ1600m（良） | 7     | 3     | 3     | 012.10（3人）   | 06着 | R1:43.4（41.3）     | -3.0 | 0宮内勇樹   | 57        | ベルピット           | 506         | [ 注釈 1 ] |

- 競走成績は2025年8月5日現在

## 血統表
| ブリッツファングの血統                       | ブリッツファングの血統                                | ブリッツファングの血統                                | （血統表の出典）                                      | （血統表の出典）    |
| 父系                                         | キングマンボ系                                        | キングマンボ系                                        | キングマンボ系                                        | [ § 2 ]             |
| 父 ホッコータルマエ 鹿毛 2009 北海道浦河町   | 父の父キングカメハメハ 鹿毛 2001                      | Kingmambo                                             | Mr. Prospector                                        | Mr. Prospector      |
| 父 ホッコータルマエ 鹿毛 2009 北海道浦河町   | 父の父キングカメハメハ 鹿毛 2001                      | Kingmambo                                             | Miesque                                               |                     |
| 父 ホッコータルマエ 鹿毛 2009 北海道浦河町   | 父の父キングカメハメハ 鹿毛 2001                      | *マンファス                                           | *ラストタイクーン                                     | *ラストタイクーン   |
| 父 ホッコータルマエ 鹿毛 2009 北海道浦河町   | 父の父キングカメハメハ 鹿毛 2001                      | *マンファス                                           | Pilot Bird                                            |                     |
| 父 ホッコータルマエ 鹿毛 2009 北海道浦河町   | 父の母マダムチェロキー 鹿毛 2001                      | Cherokee Run                                          | Runaway Groom                                         | Runaway Groom       |
| 父 ホッコータルマエ 鹿毛 2009 北海道浦河町   | 父の母マダムチェロキー 鹿毛 2001                      | Cherokee Run                                          | Cherokee Dame                                         |                     |
| 父 ホッコータルマエ 鹿毛 2009 北海道浦河町   | 父の母マダムチェロキー 鹿毛 2001                      | *アンフォイルド                                       | Unbridled                                             | Unbridled           |
| 父 ホッコータルマエ 鹿毛 2009 北海道浦河町   | 父の母マダムチェロキー 鹿毛 2001                      | *アンフォイルド                                       | Bold Foil                                             |                     |
| 母 リリーオブザナイル 鹿毛 2010 北海道伊達市 | 母の父*バゴ 黒鹿毛 2001                               | Nashwan                                               | Blushing Groom                                        | Blushing Groom      |
| 母 リリーオブザナイル 鹿毛 2010 北海道伊達市 | 母の父*バゴ 黒鹿毛 2001                               | Nashwan                                               | Height of Fashion                                     |                     |
| 母 リリーオブザナイル 鹿毛 2010 北海道伊達市 | 母の父*バゴ 黒鹿毛 2001                               | Moonlight's Box                                       | Nureyev                                               | Nureyev             |
| 母 リリーオブザナイル 鹿毛 2010 北海道伊達市 | 母の父*バゴ 黒鹿毛 2001                               | Moonlight's Box                                       | Coup de Genie                                         |                     |
| 母 リリーオブザナイル 鹿毛 2010 北海道伊達市 | 母の母メサイア 栗毛 2001                              | *エンドスウィープ                                     | *フォーティナイナー                                   | *フォーティナイナー |
| 母 リリーオブザナイル 鹿毛 2010 北海道伊達市 | 母の母メサイア 栗毛 2001                              | *エンドスウィープ                                     | Broom Dance                                           |                     |
| 母 リリーオブザナイル 鹿毛 2010 北海道伊達市 | 母の母メサイア 栗毛 2001                              | *ミルダンス                                           | Mill Reef                                             | Mill Reef           |
| 母 リリーオブザナイル 鹿毛 2010 北海道伊達市 | 母の母メサイア 栗毛 2001                              | *ミルダンス                                           | African Dancer                                        |                     |
| 母系(F-No.)                                  | (FN:7-a)                                              | (FN:7-a)                                              | (FN:7-a)                                              | [ § 3 ]             |
| 5代内の近親交配                              | Mr. Prospector 4×5•5, Blushing Groom 5×4, Nureyev 5×4 | Mr. Prospector 4×5•5, Blushing Groom 5×4, Nureyev 5×4 | Mr. Prospector 4×5•5, Blushing Groom 5×4, Nureyev 5×4 | [ § 4 ]             |
| 出典                                         | 1. 2. 3. 4.                                           | 1. 2. 3. 4.                                           | 1. 2. 3. 4.                                           | 1. 2. 3. 4.         |